# 132904 Notkin
132904 Notkin este o planetă minoră (asteroid), cu un diametru de 7,166 km, din centura de asteroizi. A fost descoperită pe 12 septembrie 2002 la Observatorul Palomar de Robert Matson⁠(d). 
Obiectul prezintă o orbită caracterizată de o semiaxă mare de 3,9550017510963 UAi, o excentricitate de 0,15, o înclinație de 3,5 ° în raport cu ecliptica.